# Championnat d'Autriche de football 1981-1982
Navigation
Saison précédente Saison suivante
La saison 1981-1982 du Championnat d'Autriche de football était la 71e édition du championnat de première division en Autriche. La Bundesliga regroupe les 10 meilleurs clubs du pays au sein d'une poule unique où ils s'affrontent quatre fois au cours de la saison, 2 fois à domicile et 2 fois à l'extérieur. À la fin de la compétition, pour permettre le passage de la Bundesliga de 10 à 16 clubs, il n'y a pas de relégués et les 6 premiers de Nationalliga, la deuxième division autrichienne, sont promus.
C'est le club du SK Rapid Vienne qui remporte le championnat en terminant en tête du classement final, avec 3 points d'avance sur le quadruple tenant du titre, le FK Austria Vienne (vainqueur par ailleurs de la Coupe d'Autriche) et 9 sur le Grazer AK. C'est le 26e titre de champion d'Autriche de l'histoire du club.

## Les 10 clubs participants
| - SK Rapid Vienne - Grazer AK - Linzer ASK - SV Austria Salzbourg - FC Wacker Innsbruck - Promu de Nationalliga | - SK VÖEST Linz - FC Admira Wacker - FK Austria Vienne - SK Sturm Graz - Wiener Sport-Club |

## Compétition

### Classement
Le barème utilisé pour établir le classement est le suivant :
- Victoire : 2 points
- Match nul : 1 point
- Défaite : 0 point

| Rang | Équipe                | Pts | J  | G  | N  | P  | Bp | Bc | Diff |
| ---- | --------------------- | --- | -- | -- | -- | -- | -- | -- | ---- |
| 1    | SK Rapid Vienne       | 47  | 36 | 18 | 11 | 7  | 69 | 43 | +26  |
| 2    | FK Austria Vienne T C | 44  | 36 | 18 | 8  | 10 | 54 | 32 | +22  |
| 3    | Grazer AK             | 38  | 36 | 16 | 6  | 14 | 40 | 47 | -7   |
| 4    | FC Admira Wacker      | 36  | 36 | 14 | 8  | 14 | 52 | 59 | -7   |
| 5    | FC Wacker Innsbruck P | 35  | 36 | 14 | 7  | 15 | 60 | 52 | +8   |
| 6    | SK Sturm Graz         | 33  | 36 | 14 | 5  | 17 | 53 | 62 | -9   |
| 7    | Wiener Sport-Club     | 33  | 36 | 12 | 9  | 15 | 49 | 61 | -12  |
| 8    | SK VÖEST Linz         | 32  | 36 | 12 | 8  | 16 | 38 | 41 | -3   |
| 9    | SV Austria Salzbourg  | 31  | 36 | 11 | 9  | 16 | 48 | 55 | -7   |
| 10   | Linzer ASK            | 31  | 36 | 12 | 7  | 17 | 36 | 47 | -11  |

|  | Qualification pour la Coupe des clubs champions 1982-1983                    |
|  | Qualification pour la Coupe des Coupes 1982-1983                             |
|  | Qualification pour la Coupe UEFA 1982-1983                                   |
|  | T Tenant du titre C Vainqueur de la Coupe d'Autriche P Promu de Nationalliga |

## Bilan de la saison
| Championnat d'Autriche de football 1981-1982 |                                                                                              |
| Champion                                     | SK Rapid Vienne (26e titre)                                                                  |
| Coupes et trophées                           |                                                                                              |
| Vainqueur de la Coupe d'Autriche 1981-1982   | FK Austria Vienne                                                                            |
| Qualifications continentales                 |                                                                                              |
| Coupe d'Europe des clubs champions 1982-1983 | SK Rapid Vienne                                                                              |
| Coupe des Coupes 1982-1983                   | FK Austria Vienne                                                                            |
| Coupe UEFA 1982-1983                         | Grazer AK                                                                                    |
| Coupe UEFA 1982-1983                         | FC Admira Wacker                                                                             |
| Promotions et relégations                    |                                                                                              |
| Promus en Bundesliga                         | SK Austria Klagenfurt SC Eisenstadt First Vienna FC SC Neusiedl 1. Simmeringer SC Union Wels |
| Relégués en Nationalliga                     | Aucun (passage de 10 à 16 clubs)                                                             |